# Fillmore East 1968
Fillmore East 1968 — концертный альбом американской рок-группы Iron Butterfly, записанный 26-27 апреля 1968 года в концертном холле Fillmore East, и выпущенный 17 октября 2011 года.

## Список композиций
1. «Fields of Sun» (Дэррил Делоач/Дуг Ингл) — 4:01
2. «You Can't Win» (Делоач/Дэнни Вейс) — 3:17
3. «Unconcious Power» (Рон Буши/Ингл/Вейс) — 3:10
4. «Are You Happy» (Ингл) — 4:22
5. «So-Lo» (Делоач/Ингл) — 4:05
6. «Iron Butterfly Theme» (Ингл) — 4:55
7. «Stamped Ideas» (Делоач/Ингл) — 3:18
8. «In-A-Gadda-Da-Vida» (Ингл) — 17:20
9. «So-Lo» (Делоач/Ингл) — 4:11
10. «Iron Butterfly Theme» (Ингл) — 5:40
11. «Are You Happy» (Ингл) — 4:46
12. «Unconcious Power» (Буши/Ингл/Вейс) — 2:49
13. «My Mirage» (Ингл) — 4:50
14. «So-Lo» (Делоач/Ингл) — 4:00
15. «Iron Butterfly Theme» (Ингл) — 5:04
16. «Possession» (Ингл) — 5:48
17. «My Mirage» (Ингл) — 5:00
18. «Are You Happy» (Ингл) — 4:24
19. «Her Favorite Style» (Ингл) — 2:53
20. «In-A-Gadda-Da-Vida» (Ингл) — 15:34
21. «So-Lo» (Делоач/Ингл) — 4:43
22. «Iron Butterfly Theme» (Ингл) — 5:35

## Участники записи
- Дуг Ингл — вокал, орган
- Эрик Бранн — гитара, бэк-вокал
- Ли Дорман — бас-гитара, бэк-вокал
- Рон Буши — ударные